# 彭厝
彭厝，是臺灣屏東縣鹽埔鄉、九如鄉交界地帶的一個傳統地域名稱，位於鹽埔鄉西部、九如鄉東南部。相較於今日行政區，其範圍大致包括鹽埔鄉的永隆村、洛陽村、仕絨村西半部、彭厝村不含東南部及東端、新二村西南半葉的西部，及九如鄉的玉泉村，以及里港鄉的載興村南部邊界地帶。
本地區境內主要聚落為彭厝、仕絨、永昌、溪埔藔、半份仔、茄苳仔、下庄，設有屏北高中、彭厝國小。

## 歷史
台灣日治初期，彭厝地區為一街庄，稱為「彭厝庄」（舊制街庄），隸屬於港西中里。該庄昔日北與武洛庄、埔羗崙庄為鄰，東與鹽埔庄、新圍庄為鄰，南邊為德協庄、海豐庄，西邊為下冷水坑庄、東寧庄、後庄。
1901年（日治明治三十四年）11月11日，全台廢縣廳改設二十廳，該庄隸屬於阿猴廳。1904年（明治三十七年）4月15日，該庄編入「鹽埔區」，隸屬於阿猴廳。1905年（明治三十八年）4月1日，阿猴廳改稱「阿緱廳」。1909年（明治四十二年）10月25日，全台合併二十廳為十二廳，鹽埔區仍隸屬於阿緱廳。1920年（大正九年）10月1日，全台地方制度大改正，廢十二廳改設五州二廳，該庄改制為「彭厝」大字，隸屬於高雄州屏東郡鹽埔庄（新制街庄）。
戰後鹽埔庄改制為鹽埔鄉，隸屬於高雄縣，大字亦改制為村。1950年（民國39年）10月1日，高、屏分治，鹽埔鄉改隸屬於屏東縣。同年，本地區南部的下庄地區改劃入九如鄉。

## 聚落
本地區發展較早的聚落為彭厝、仕絨、永昌、溪埔藔、半份仔、茄苳仔、下庄，在日治初期的官方地圖上已有記載。

## 交通
國道3號又稱「福爾摩沙高速公路」，是貫穿台灣西部的兩條縱向高速公路之一，經過本地區南部並設有平面側車道（縣道187丙線）。最近的交流道在北側為省道台3線交會處的九如交流道；在南側為省道台27線交會處的單向進出屏東交流道（南出北入）及省道台24線交會處的長治交流道。由此等可快速前往國道3號沿線各地。
省道台27線是荖濃至烏龍的幹道，經過本地區東南側的三個凸出部分。由該道路北行可前往鹽埔鄉鹽埔市區、高樹鄉、高雄市六龜區，並止於荖濃地區下荖濃聚落的省道台20線路口；南行可前往九如鄉/長治鄉交界地帶、屏東市、萬丹鄉、新園鄉等地。
縣道187丙線是過田至大埔的道路，在本地區路段為國道3號的平面側車道，經過本地區中部。由該道路西北行可前往九如鄉，並止於後庄地區的省道台3線路口；東南行可前往長治鄉、麟洛鄉東北端、內埔鄉，並止於老埤地區的縣道187號路口。
鄉道屏17線是鐵店至圳寮的道路，其南側端點（終點）位於本地區南部邊界地帶的省道台27線路口，由此向北會經過本地區的茄苳仔、半份仔、溪埔藔等聚落。該道路在本地區部分路段與鄉道屏24線共線。
鄉道屏18線是塔樓至彭厝的道路，經過本地區的茄苳仔、彭厝等聚落。
鄉道屏19線是仕絨至德協的道路，經過本地區的新圍聚落。
鄉道屏22線是茄苳腳至振興的道路，經過本地區東北端。
鄉道屏24線是豐田至鹽埔的道路，經過本地區中北部。該道路在本地區部分路段與鄉道屏17線共線。
鄉道屏25線是屏北高中至繁華的道路，其北側端點（起點）位於本地區東北部的鄉道屏24線路口，由此向南轉東南會經過本地區的彭厝聚落。
鄉道屏26線是下冷水坑至黎明的道路，經過本地區的新圍聚落。
鄉道屏28線是洛陽至番子寮的道路，其西側端點（起點）位於本地區西南端的省道台27線路口。

## 學校
- 屏北高中
- 彭厝國小